# スイート・ライフ
『スイートライフ』（原題: The Suite Life of Zack & Cody）は米ディズニー・チャンネルで2005年3月18日から2008年9月1日まで放送されたテレビドラマ。日本では2009年7月31日までディズニー・チャンネルで放送され、2009年8月1日からはディズニーXDのみで放送中。続編に『スイート・ライフ オン・クルーズ』がある。

## 概要
舞台はティプトンホテルのスイートルーム。毎回ゲストとレギュラー出演陣がドタバタな展開をする。また、第49話には日本の森公美子がゲスト出演した。ほかにもハイスクール・ミュージカルの出演者（ヴァネッサ・ハジェンズ、ザック・エフロン他）も多数出演している。さらにマイリー・サイラス（シークレット・アイドル ハンナ・モンタナ）や歌手のジェシー・マッカートニー、レイブン・シモーネ（レイブン 見えちゃってチョー大変!）などが出演した。

## 主要キャスト
- ザッカリー・"ザック"・マーティン

演：ディラン・スプラウス/日本語吹替え：細野雅世
このドラマの主人公で双子の兄である。性格はいい加減で怠け者。まったく勉強ができない。ただし、後期のエピソードでAを取った事は何回かある。その反面、ダンスやスポーツは得意。人懐っこいせいか、生徒会長やリーダーに選ばれることもしばしば。勉強は苦手だが、工作は得意。
弟のコーディは都合のいいように利用したり馬鹿にすることが多く、やりすぎてキャリーやモーズビーに止められたこともある。しかしコーディがいじめられたり馬鹿にされたりすると、助けに行ったり、コーディが数学キャンプで留守にした時などは、寂しさのあまりキャンプ場に押し掛けたこともあるなど、本人にとっては居なくてはならない大事な弟のようである。服や下着を何日も取り替えなかったり、部屋を散らかしてゴミに埋もれた数ヶ月前の食べ物を食べるなど、ちょっと下品なところがある。かわいい女の子または女性を見つけると声をかけるが、多くの場合は撃沈。本命はティプトンホテルの売店でアルバイトしているマディー。一度失恋したものの、いまだに想っている様子。
将来の夢としてお金持ち、F1レーサー、スパイなどを挙げたことがある。コーディと共にレッドソックスの大ファンである。（ヤンキースの選手がティプトンホテルに来たときは、追い返そうとしつつサインをもらっている）
- コーディ・マーティン

演：コール・スプラウス/日本語吹替え：長谷瞳
ザックと同じくこのドラマの主人公で双子の弟である。ザックとは対照的に成績優秀で賢いが、少々抜けているところがあり騙されやすい。そのせいでザックや友人によく騙される。またザックと違い、工作が苦手。教育番組や医学番組のファンである。どちらかというとイタズラはあまりせず、兄のザックの巻き添えにされる方が多い。そのためモーズビーにはザックより信用されている。鳥の卵を一生懸命温めたり、保護団体にお金を寄付するなど性格はやさしいが、マザコンなところがある。女の子には興味はあるがザックほど口が達者ではないため実らないケースが多い。イギリス人の双子・ジェシカとジャニスと仲良くなり、モテモテになる。また、校則や法律は絶対に破れない性格であるが、キャリーやモーズビーの言いつけはすんなり破る。
将来の夢として合衆国最高裁判所の判事、数学教授、ノーベル賞受賞、ホッケーの選手、宇宙初の弁護士ドクター等を口にしたことがある。料理がプロ並みにうまく、家事全般こなせる。
中学卒業後はザックとともにミニマートでバイト中。
- マディ・フィッツパトリック

演：アシュレイ・ティスデイル/日本語吹替え：永田亮子
本名は“マドレーン・マーガレット・ジュヌビエール・ミランダ・キャサリン・フィッツパトリック”で、ティプトンホテルの売店でアルバイトをしている学生。ザックたちのベビーシッターやファーストフード店などバイトを掛け持ちしている。それは、家が貧しいからで本人曰く「7歳からバイトしていた」らしい。
家は本当に貧しいらしく、トイレが有料、クリスマスプレゼントが懐中電灯で次の誕生日プレゼントがその電池などのエピソードもあるほど。そのためお金にすごく執着がある。ロンドンから何かもらおうといつもあれこれ動くが大体失敗している。カトリック系の厳しい学校に通っているが、中盤のエピソードからロンドンとは学校が同じになる。そのためロンドンが招いた不幸でよく被害を受けるが、それでもロンドンの事は親友と思っている。
環境問題やボランティアへの関心が深い。大変賢く優秀ではあるが、スポーツが苦手。たまに強烈な皮肉や嫌味を放つ。（主に支配人であるモーズビーやロンドンに対して）
また、普段は冷静を装っているが自分のことになると周りが見えなくなるなど、一般的なティーンエイジャーである。
- ロンドン・ティプトン

演：ブレンダ・ソング/日本語吹替え：新井里美
ティプトンホテルのオーナーの娘。億万長者なため非常にわがままな上、猫にネコという名前をつけるなど世間知らずである。また、アルファベットを覚えたのは14歳で、いまだにあやふやである。モデルはパリス・ヒルトンであるが、そのパリスをも上回るほどの買い物好き。店ごと買うこともしばしばある。ロンドンの部屋のクローゼットはキッチンがある上、地図がないと歩けない。
将来の夢は遺産相続人。イヴァーナという愛犬が居る。マディーには、嫌味にも近いことをよく言うが、当のロンドンは嫌味だと思っていない。
生まれたときから世話役だったため、モーズビーは家族同様に思っている。非常識ではあるが、やさしい一面も持ち合わせている。父親がよく再婚するため、実母以外良く思っていない。また、よく有名人に付きまとって裁判所から接近禁止命令を受けている。
モーズビーの前の支配人を島流しにしたことがあるらしい。見かけによらず力強い所があり引っ手繰りを倒したことがある。合気道をやっていて一度エステバンを倒したことがある。
前の学校に碌に出席してないのが父親にバレてしまった為、成績が上がるまでマディーが通っているカトリック系の校則の厳しい学校に転校となった。
- マリオン・モーズビー

演：フィル・ルイス/声：青山穣
ティプトンホテルの支配人。ティプトンホテルにすべてを捧げていて、愛している。（パンツの柄がホテルのマーク、家の家具がホテルとまったく同じなど）
まじめだけがとりえだと言うわりに、ユーモラスな一面も見せる。ザックたちが最大の宿敵であり、事あるごとに悩まされている。双子の母であるキャリーが結婚するよう応援したり追い出そうとする反面、稀に協力することもある。そのため、ホテルのシンガーで双子の母であるキャリーとは、よく言い合いになる。従業員には厳しいが、マディーがロンドンからの借金で困ったときには100ドル寄付するなど気が利くところもある。もともとはティプトンホテルのベルボーイで（当時はアフロヘアーだった）その後ロンドンの誕生と共に世話役と出世し、今に至る。
ロンドンに車の運転、ローラースケート、アルファベットなどを教えた（身についているかは微妙）ようで、ティプトン家の写真アルバムはモーズビーがほとんどを占めているらしい。
- キャリー・マリー・マーティン

演：キム・ローズ/日本語吹替え：斎藤恵理
ザックとコーディの母親でティプトンホテルの専属シンガー。「可哀相なほど無名」らしい。ただし、最初のほうでは、今話題のパフォーマンスなどと新聞に取り上げられていた。家事はあまり得意ではないらしい。しかし子供たちには厳しく、よく外出禁止にしている。最大の罰は「洋服選び」で、1度だけ実施。その時、ザックが「こっちは拷問」といった後、彼女は「その嫌がりっぷりがたまんない」と言っている。そこの事からかなりのドSだと考えられる。教訓としてよく昔の恋人の話をするが、何度も同じ話をするらしく双子は飽きている。マディーやロンドンには信頼されていてよく相談を受ける。ジョージ・クルーニーのファンらしい。

## サブキャスト

### ティプトンホテル従業員
- エステバン・ラミレス

（Season1からSeason3まで登場）
演：エイドリアン・ルマンテ/日本語吹替え：川鍋雅樹
ティプトンホテルのベルボーイで、双子と仲がいい。出身はラテン圏で本名が“エステバン・フリオ・リカルド・モントーヤ・デ・ラ・ロッサ・ラミレス”と長い。仕事はあまりできるほうではないが、モーズビーによくこき使われる。サルサなどの社交ダンスが得意。ロンドンの荷物持ちとして定着している。一族が貴族で、一話だけリッチになったが革命により元の生活に戻ってしまった。よく親族や故郷の話を持ち出すが、周りからは軽くあしらわれる。従業員の中ではマディーと仲がいい。ダドリーという鶏を飼っており何度かエピソードに登場している。どこかミステリアスなところがある。後にスイート・ライフ　オン・クルーズではティプトンホテルの副支配人になったと言っている。また、同じ回にティプトン号で結婚式を挙げた。
- アーウィン・ホークハウザー

（Season1からSeason3まで登場）
演：ブライアン・ステパニック/日本語吹替え：小形満
ティプトンホテルの修理人で、このドラマきってのボケキャラ。双子とも仲がいい。修理に関しては優秀だが奇行が目立つ。よく変な発明品を作って失敗する。母親と二人暮らしだったため（後半のエピソードで出て行った様子）かなりのマザコン。キャリーが大好きで、キスされると必ず気絶する。
得意なものは詩、ボウリング（優勝経験多数）。苦手なものは馬で、馬アレルギーらしい。
兄弟がいて、彼はギリシャの博物館で働いている。同じように彼もまたおっちょこちょいである。
- ミュリエル

（Season1のみ登場）
演：エステル・ハリス/日本語吹替え：羽鳥靖子
ティプトンホテルの超ベテランメイド（といっても、仕事していることは皆無）。ホテルにはかなり前から勤めている様子。客室にはDVDプレイヤーなどを持参しくつろいでいる。何をするにもチップを要求する上（主にスパイや子守）辛口なコメントが多く、また、運転も同様に荒い。
インターネットでは、年齢を詐称しブリトニーと名乗っているらしい。
シーズン1終了後に退職するがドラマ全体の最終話に登場し、ホテルの従業員全員を解雇の危機から救った。
- パトリック

（Season1からSeason3まで登場）
演：パトリック・ブリストー/日本語吹替え：白鳥修馬
ホテルにあるレストランのマネージャー。とにかく皮肉屋で客に対してでも皮肉を言うため、逆に返り討ちにあうこともしばしば。そんな性格ゆえ従業員とも仲がいいとは言えない。特にマディーとはお互いに嫌っている（きっかけはパトリックの好きなココナッツガムをマディーが売店に置かないことらしい）。
双子とも反りが合わない様子だが、ロンドンには頭が上がらない。「バイ・バイ・バーディー」というミュージカルがお気に入り。
- ランス

（Season1からSeason3まで登場）
演：Aaron Musicant（Season1からSeason3まで）/日本語吹替え：関直人
ホテルにあるプールの監視員で、アーウィンに匹敵するほどのボケキャラ。とにかく水が大好き（海の水よりプールの水のほうが好きらしい）で、彼が口にする話はほとんどが水や魚関連。
マディーとロンドン両方とデートしたことがあり、特にロンドンとは恋愛関係に発展した。苗字はフィッシュマンらしい。
- スキッピー

（Season2からSeason3まで登場）
演：Bo Crutcher/日本語吹替え：千々和竜策
ナイトスタッフ。仕事ができない上に、天然で騙されやすい。そのため双子のイタズラの計画に、知らないうちに加担していたりする。
- シェフ・パオロ

（Season2からSeason3まで登場）
演：Jerry Krenion
ホテルの天才シェフで、コーディの料理の師匠。パオロ曰くコーディは厨房にいる料理人より料理がうまいらしい。味見など食べすぎで肥満気味。料理には必ず自分の名前をつける（1度だけコーディの名前を付けた事がある）。
ロンドンの愛犬イヴァーナはパオロの料理が嫌いらしく、パオロはその際、仕事を辞めようとした。
- アイリーン

（Season2からSeason3まで登場）
演：シャロン・ジョーダン
ホテルの案内人。あまりセリフはないが、ドラマにはよく登場。
- ノーマン

（Season2からSeason3まで登場）
演：Anthony Acker
ホテルのドアマン。かなり無口でエピソードに登場してもしゃべらない。セリフがあっても一言くらいで、しゃべったことがあるのは3回あるかないか。それでもドラマにはたびたび登場。よくパンを手にしている。
- ニア・モーズビー

（Season3のみ登場）
演：Giovonnie Samuels
マディーの代わりの売店販売員。モーズビーの姪で、素行が悪かったため更生させるべくモーズビーの下にやってきた。喧嘩っ早く、口も悪い。ロンドンだけではなく客からも金を回収しようとしている。
- ミリセント

（Season3のみ登場）
演：カラ・テイツ
ホテルの売店販売員。ニアと違って極端に気が弱く、ニアからもよく脅される。よく気絶することがある。

### 知人、友人、家族
- カート

（Season1からSeason3まで登場）
演：ロバート・トーティ
キャリーの元夫で双子の父。ロックミュージシャンであり、ツアーで全国を回っているが、売れているかは微妙。車を売ってギターを買う、双子と間違えて女の子を連れて帰る等が離婚の原因らしい。時々双子に会いに来る。
- マックス

（Season1からSeason2まで登場）
演：アリソン・ストーナー
双子がボストンに来て初めて友達になった女の子。双子と知り合うまでは友達はペコリンだけだったらしい。ブレイクダンスはかなりの腕前。男勝りな性格で気が強い。また口があまりよくない。ザックに恋していた時期もあったようだが、今はただの友達らしい。
- ペコリン

（Season1のみ登場）
演：Dennis Bendersky
マックス同様最初に双子と友達になった子。とにかく食いしん坊で、ペコリンはそこから来ているらしい。英語圏での呼び名は「テープワーム」（Tapeworm）。ホットドッグを2分で20個食べる。ドラムを叩け、数学が得意。
- ボブ

（Season1からSeason3まで登場）
演：チャーリー・ステアート (俳優) /声：山下亜矢香
双子の友達。読書障害（識字障害）を持つ子として登場（その後のエピソードで、台本等を読んでいるため治った可能性がある）。女装や妖精の格好で出てくる等コミカルなキャラクター。少々きつい性格である。オーボエを習っているがあまり好きではない。
- ウォーレン

（Season1からSeason2まで登場）
演：Gus　Hoffman
双子の友達。最初の出会いはコーディが行った数学キャンプ。
- マリー・マーガレット

（Season1からSeason2まで登場）
演：モニーク・コールマン
マディーとロンドンの友達。冷静に物事を見極められるためロンドンに呆れてはいる。とはいうものの金でよく釣られる。
- コーリー

（Season2からSeason3まで登場）
演：ヴァネッサ・ハジェンズ/日本語吹替え：長谷瞳
マディーとロンドンの友達。ロンドンにあこがれている天然キャラ。
- シスタードミニク

（Season2からSeason3まで登場）
演：Marianne Muellerleile
マディーとロンドンの通う学校の先生。ロンドンをとっても可愛がり、マディーには基本的に厳しく、故にロンドンのミスをマディーに擦り付ける理不尽な面がある（ロンドンを煽ててお零れをいただこうとしている）。
- アグネス

（Season1からSeason2まで登場）
演：Allie Grant（1シーズンから2シーズンまで）/声：永田亮子
双子の友達（ストーカー?）。最初はコーディに付きまとっていたものの、ころころ変わりザックに落ち着く。暴力的で空気が全く読めず、ドきつい性格。
- バーバラ

（Season1からSeason3まで登場）
演：ソフィー・オダ/声：永田亮子、新井里美
双子の友達で、特にコーディとは、いい感じな仲である。秀才でよくコーディと一緒に勉強している。家が厳しいらしく、ボブが飲ませるまで炭酸飲料を飲んだことが無かった。
- ジェシカとジャニス

（Season2のみ登場）
演：Camilla&Rebecca Rosso/声：永田亮子、新井里美
双子の友達。彼女たちも双子で、ティプトンホテルの双子交流会で出会った。コーディに対して二人とも好意を持っている様子。同じことを繰り返して話す。
- イルザ・シッケルグルバーマイガー

（Season1からSeason2まで登場）
演：キャロライン・レイ/声：堀越真己
ティプトンのライバルであるセントマークホテルの支配人。非常に高圧的で尊大な性格をしている。下あごの大きなほくろが特徴。
第7話にて、ティプトンホテルを調査しにやって来た査察官として初登場。双子が引き起こした騒動を理由にモーズビーを解任に追い込み、一時的にティプトンホテルの総支配人となる。しかし、モーズビーと比べての仕事ぶりの悪さと性格上の問題から、最終的には双子の計らいで、ホテルの調査委員会の上層部からの信頼を失い、職を追われてしまう。
以降は、モーズビーやティプトンホテルを逆恨みしており、以降は何かと彼やティプトンに対して競争を仕掛けるようになる。その後婚約を経て現職に就いた。なお、ダックスフントを飼っているが、飼い主の影響からか非常に凶暴な性格である。

### ゲスト出演者
- ヴィクトリア・ジャスティス（4話、レベッカ役）
- ジェシー・マッカートニー（22話、本人役）
- ザック・エフロン（29話、トレバー役）
- モイセス・アリアス（30話、ランドール役）
- セレーナ・ゴメス（37話、グウェン役）
- マイリー・サイラス（44話、ハンナ・モンタナ役）
- レイブン・シモーネ（44話、レイブン役）
- サミー・ハンラティ（45話、66話、68話、69話、70話、ホリー役）
- 森公美子（49話、本人役）
- ネイサン・クレス（63話、ジェイミー役）
- メガン・ジェット・マーティン（72話、ステイシー役）
- マーク・インデリカート（74話、アントニオ役）
- ダニエラ・モネ（82話、ダナ・フール役）
- ジェイデン・スミス（83話、トラビス役）

## エピソード
初回放送日などは、アメリカでの日付。
| シーズン   | エピソード数 | 初回放送日      | 最終放送日      |
| ---------- | ------------ | --------------- | --------------- |
| シーズン 1 | 26           | 3月18日, 2005年 | 1月27日, 2006年 |
| シーズン 2 | 39           | 2月3日, 2006年  | 6月2日, 2007年  |
| シーズン 3 | 22           | 6月23日, 2007年 | 8月29日, 2008年 |

### シーズン1（全26話）
| #  | 邦題                         | 原題                          |
| 1  | スクープ写真大作戦           | Grounded on the 23rd Floor    |
| 2  | 本当の友達                   | Hotel Hangout                 |
| 3  | マディーのスイート・ライフ   | Maddie Checks In              |
| 4  | ミス・ユニバースでドッキドキ | The Fairest of Them All       |
| 5  | めざせ！ダンス・チャンピオン | The Prince & The Plunger      |
| 6  | ママの恋人                   | Footloser                     |
| 7  | わんにゃんチュウチュウ大騒動 | Hotel Inspector               |
| 8  | 宝石泥棒を捕まえろ！         | To Catch a Thief              |
| 9  | 幽霊はいた！                 | The Ghost of Suite 613        |
| 10 | どっちがどっち？             | Poor Little Rich Girl         |
| 11 | 恋のダンスパーティー         | A Prom Story                  |
| 12 | レッツロックンロール         | Band in Boston                |
| 13 | 数学キャンプ                 | Cody Goes to Camp             |
| 14 | 宝探し                       | It's a Mad, Mad, Mad Hotel    |
| 15 | ロンドンの恋                 | Cookin' with Romeo and Juliet |
| 16 | うわさ話もほどほどに         | Rumors                        |
| 17 | はじめての野球観戦           | Big Hair & Baseball           |
| 18 | 人生を切り開け！             | Pilot Your Own Life           |
| 19 | パパはミュージシャン         | Dad's Back                    |
| 20 | チームのために               | Kisses & Basketball           |
| 21 | 愛の押し売り                 | Crushed                       |
| 22 | 愛しのロック・スター         | Rock Star in the House        |
| 23 | 奇跡のクリスマス             | Christmas at the Tipton       |
| 24 | ボストンの休日               | Boston Holiday                |
| 25 | どっちが賢い？               | Smart & Smarterer             |
| 26 | みんながスター               | Commercial Breaks             |
| -- | ---------------------------- | ----------------------------- |

### シーズン2（全39話）
| #      | 邦題                                  | 原題                                   |
| 1(27)  | あこがれのマドモアゼル                | French 101                             |
| 2(28)  | 大きなペット                          | Free Tippy                             |
| 3(29)  | コーディーのお城                      | Odd Couples                            |
| 4(30)  | ヨガでリラックス                      | Day Care                               |
| 5(31)  | やっかいなクラスメート                | Forever Plaid                          |
| 6(32)  | 生徒会長に立候補                      | Election                               |
| 7(33)  | 天才シェフ コーディー                 | Heck's Kitchen                         |
| 8(34)  | ボウリング対決                        | Bowling                                |
| 9(35)  | スペリング大会                        | Neither a Borrower nor a Speller Bee   |
| 10(36) | パラレル・ワールド                    | The Suite Smell of Excess              |
| 11(37) | 夏の夜の悪夢                          | A Midsummer's Nightmare                |
| 12(38) | 弟はつらい                            | Moseby's Big Brother                   |
| 13(39) | バースデー・パーティー                | Not So Suite 16                        |
| 14(40) | 絵本と巣箱                            | Books & Birdhouses                     |
| 15(41) | ふたご大集合                          | Twins at the Tipton                    |
| 16(42) | お友達はお金持ち                      | Kept Man                               |
| 17(43) | 新しいママ                            | What the Hey?                          |
| 18(44) | びっくりパーティーでチョー大変！      | That's So Suite Life of Hannah Montana |
| 19(45) | 小悪魔ホリー                          | Have a Nice Trip                       |
| 20(46) | コーディーの子育て                    | Birdman of Boston                      |
| 21(47) | 黄金の吸引カップ                      | Going for the Gold                     |
| 22(48) | 公園を守れ！                          | Boston Tea Party                       |
| 23(49) | インターナショナル・ウィーク          | Lost in Translation                    |
| 24(50) | お悩み相談                            | Ask Zack                               |
| 25(51) | 社交ダンス競技会                      | Loosely Ballroom                       |
| 26(52) | 健康がいちばん！                      | Health and Fitness                     |
| 27(53) | ママが再婚!?                          | Volley Dad                             |
| 28(54) | ホラームービー                        | Scary Movie                            |
| 29(55) | ナイスなナース                        | Nurse Zack                             |
| 30(56) | サバイバル・キャンプ                  | Ah! Wilderness!                        |
| 31(57) | ビジネスは甘くない                    | Club Twin                              |
| 32(58) | ゴルフで勝負                          | Miniature Golf                         |
| 33(59) | 将来の夢                              | Aptitude                               |
| 34(60) | クイズに挑戦！                        | Risk It All                            |
| 35(61) | ミイラの呪い                          | I Want My Mummy                        |
| 36(62) | おばあちゃんは歴史の証人              | Nugget of History                      |
| 37(63) | 友情のバスケ                          | Back in the Game                       |
| 38(64) | ハリウッドでスイート・ライフ パート１ | The Suite Life Goes Hollywood, Part 1  |
| 39(65) | ハリウッドでスイート・ライフ パート２ | The Suite Life Goes Hollywood, Part 2  |
| ------ | ------------------------------------- | -------------------------------------- |

### シーズン3（全22話）
| #      | 邦題                                         | 原題                          |
| 1(66)  | 卒業式                                       | Graduation                    |
| 2(67)  | 夏期補習とアルバイト                         | Summer of Our Discontent      |
| 3(68)  | スイミング・レッスン                         | Sink or Swim                  |
| 4(69)  | 僕たちスーパーヒーロー                       | Super Twins                   |
| 5(70)  | 主任の座をめぐって                           | Who's the Boss?               |
| 6(71)  | 袋詰め競走                                   | Baggage                       |
| 7(72)  | パジャマ・パーティー                         | Sleepover Suite               |
| 8(73)  | 寂しがりやのアーウィン                       | The Arwin That Came to Dinner |
| 9(74)  | スイート・ライフのハイスクール・ミュージカル | Lip Synchin' in the Rain      |
| 10(75) | ハイスクール初登校                           | First Day of High School      |
| 11(76) | 敏腕エージェント                             | Of Clocks and Contracts       |
| 12(77) | アーウィンシュタイン                         | Arwinstein                    |
| 13(78) | チームワークで問題解決                       | Team Tipton                   |
| 14(79) | オーケストラ                                 | Orchestra                     |
| 15(80) | リッチになったベルボーイ                     | A Tale of Two Houses          |
| 16(81) | インターネットに夢中                         | Tiptonline                    |
| 17(82) | フリースローは目を閉じて                     | Foiled Again                  |
| 18(83) | 運命の落とし物                               | Romancing the Phone           |
| 19(84) | 恋のさや当て                                 | Benchwarmers                  |
| 20(85) | ビッグなゲスト                               | Doin' Time in Suite 2330      |
| 21(86) | 豪華客船でクルーズ                           | Let Us Entertain You          |
| 22(87) | 思い出のティプトン・ホテル                   | Mr. Tipton Comes to Visit     |
| ------ | -------------------------------------------- | ----------------------------- |

## ノミネートと受賞

### 受賞した賞
- 2005年 : BMI映画・TV賞
- 2007年 : BMI映画・TV賞
- 2007年 : ヤング・アーティスト・アワード

### ノミネートのみの賞
- 2006年 : エミー賞 2006
- 2007年 : エミー賞 2007
- 2007年 : キッズ・チョイス・アワード 2007
- 2008年 : キッズ・チョイス・アワード 2008